# Tabay
Tabay – miasto w Wenezueli, w stanie Mérida.